# Platyplectrus laeviscuta
Platyplectrus laeviscuta är en stekelart som först beskrevs av Thomson 1878.  Platyplectrus laeviscuta ingår i släktet Platyplectrus och familjen finglanssteklar. Arten är reproducerande i Sverige. Inga underarter finns listade i Catalogue of Life.